# Hamburg-St. Georg

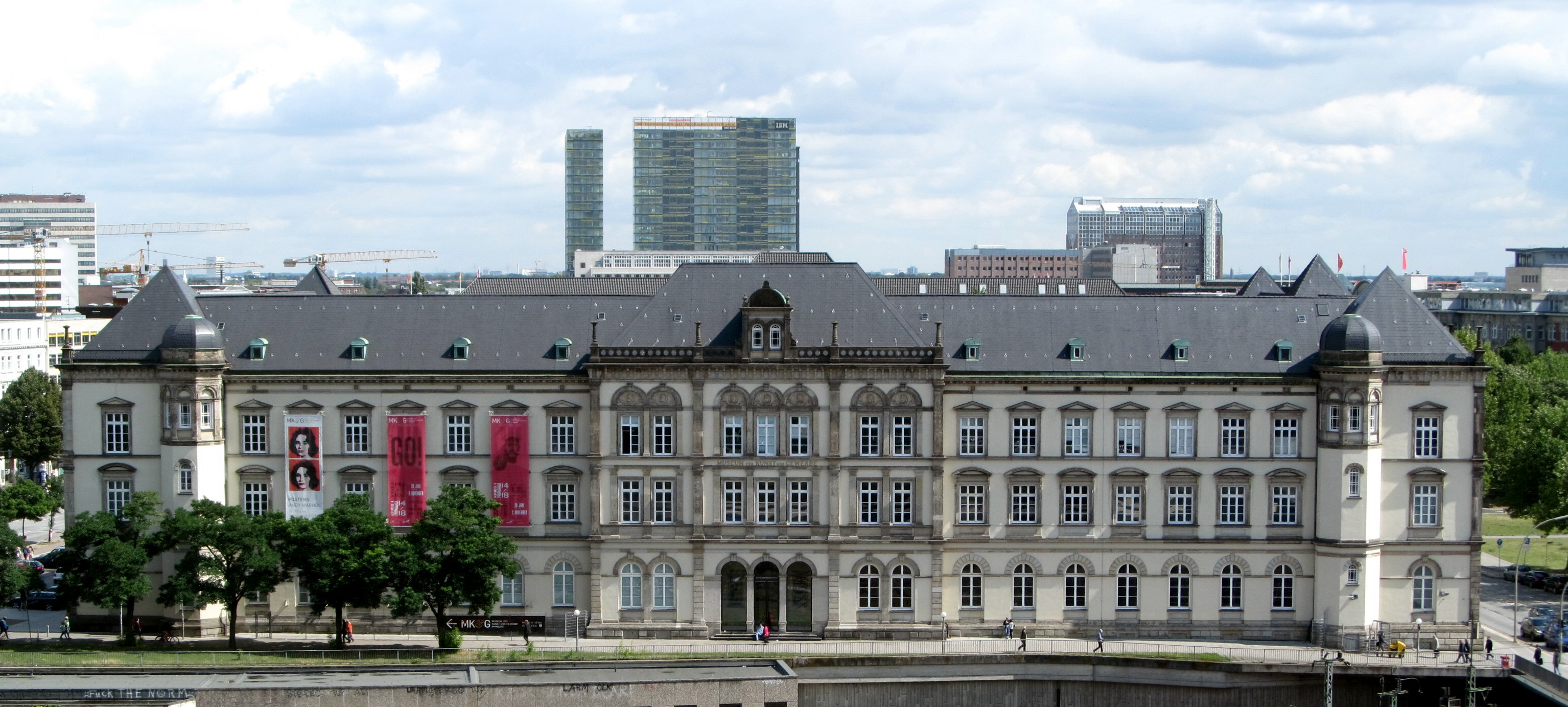
Museet för konst och hantverk Hamburg

St. Georg (Sankt Georg) är en stadsdel i centrala Hamburg med ungefär 13 000 invånare (2011), mest känd för nöjeskvarteren kring gatan Lange Reihe med klubbar, barer och restauranger. Stadsdelen ligger i närheten av centralstationen Hamburg Hauptbahnhof. Alster Park ligger vid konstgjorda sjön Aussenalster. Gatan Steindamm är en av stadsdelens affärsgator och här finns även Hamburgs busscentral ZOB. St. Georg  utgör centrum för Hamburgs homosexuella med flera barer, klubbar samt affärer främst kring gatan Lange Reihe där även Hamburgs Prideparad startar varje år. I stadsdelen återfinns Museet för konst och hantverk Hamburg, Deutsches Schauspielhaus samt Sankta Maria domkyrka.

## Hansaplatz
Hansaplatz ligger i hjärtat av St. Georg mellan centralstationen och Lange Reihe. Den överdådigt restaurerade Hansabrunnen är dess 17 meter höga landmärke mitt på torget. Det trafikfria torget renoverades av staden 2011 och har sedan dess framstått som mycket snyggare och renare.

## Lohmühlenpark
Lohmühlenpark är en nästan en kilometer lång park och ca 40-50 meter bred som sträcker sig längs Lohmühlenstrasse och Berliner Tor strasse från Lange Reihe i norr till Berliner Tor S-Bahn och U-Bahn station i söder. På grund av sitt centrala läge och goda transportförbindelser är parken populär bland lokalbefolkningen.

## Historia
Redan 1410 finns det registrerat att man hade patienter på St. Georgs sjukhus. 1868 blev stadsdelen St. Georg officiellt en del av Hamburg tillsammans med St. Georgs sjukhus. 

## Kommunikationer
Stadsdelen trafikeras av tunnelbana linje U1 på Lohmühlenstraße station samt av pendeltåg och tunnelbana på Berliner Tor station. Men alldeles i närheten ligger även Hamburg Hauptbahnhof.

## Bilder

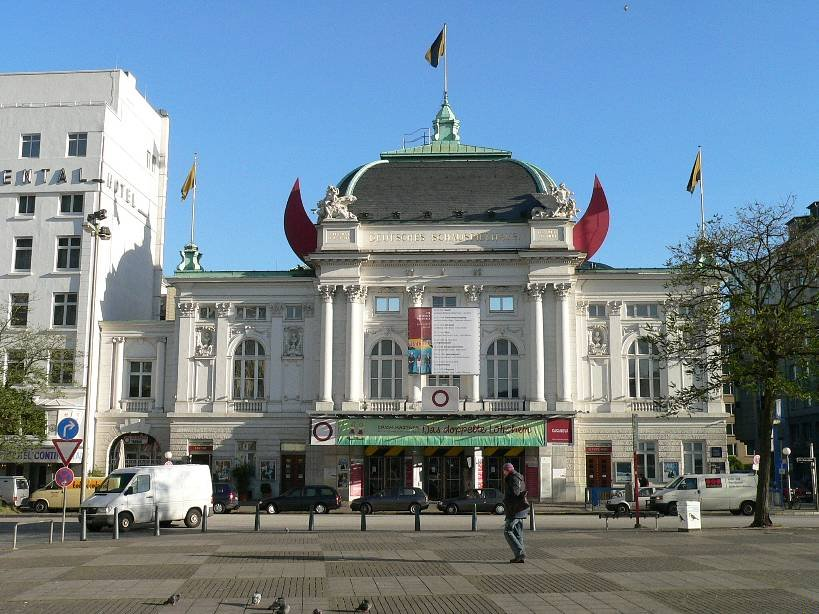
Deutsches Schauspielhaus
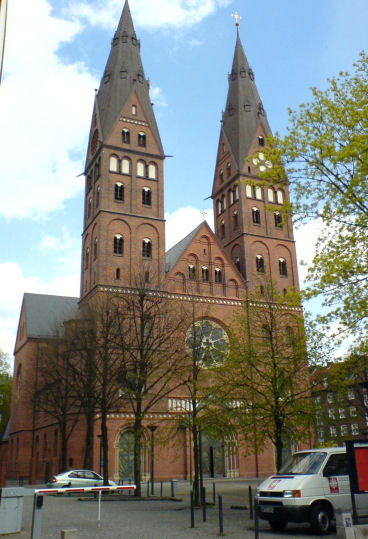
Sankta Maria domkyrka
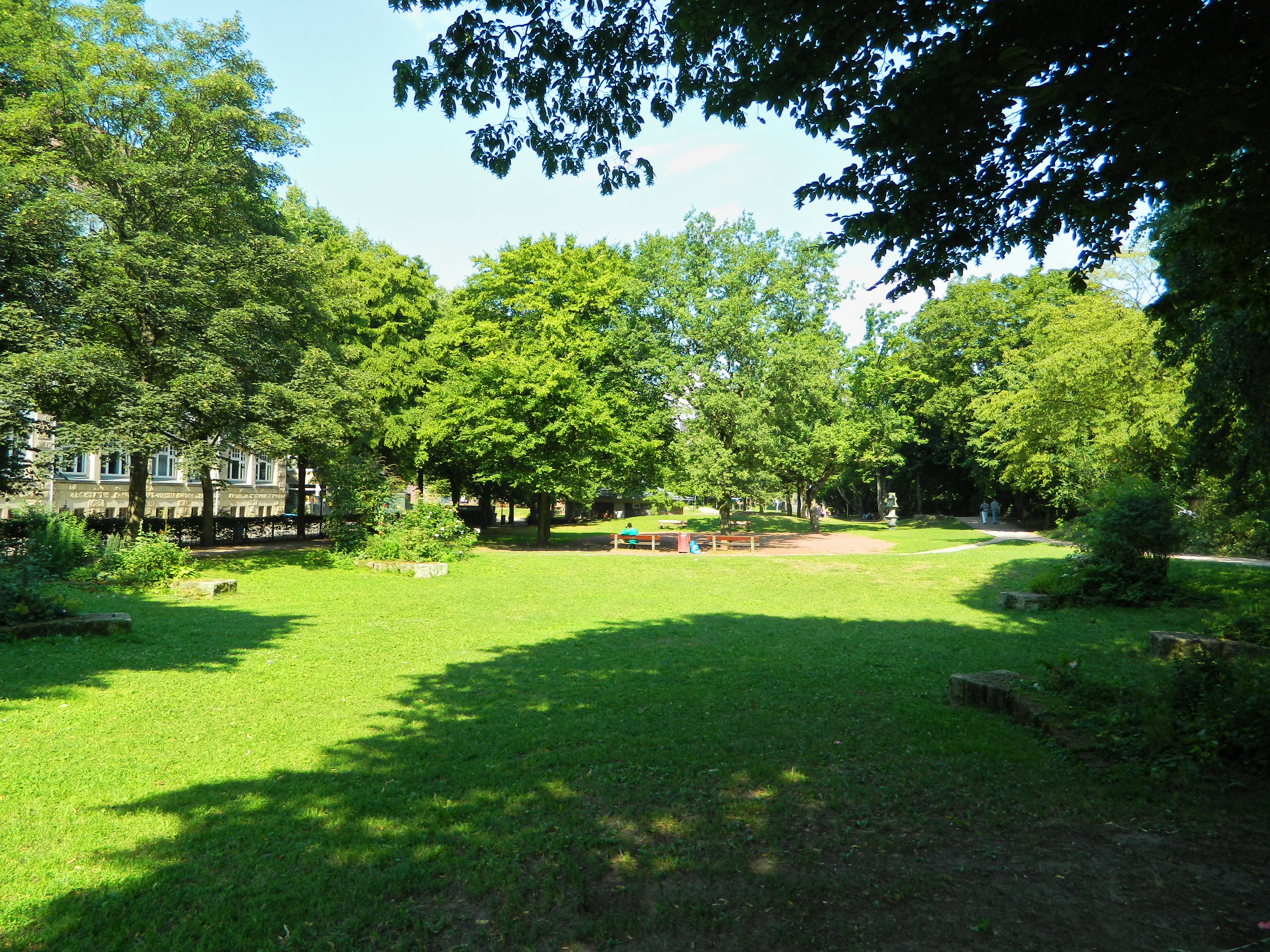
Lohmühlenpark
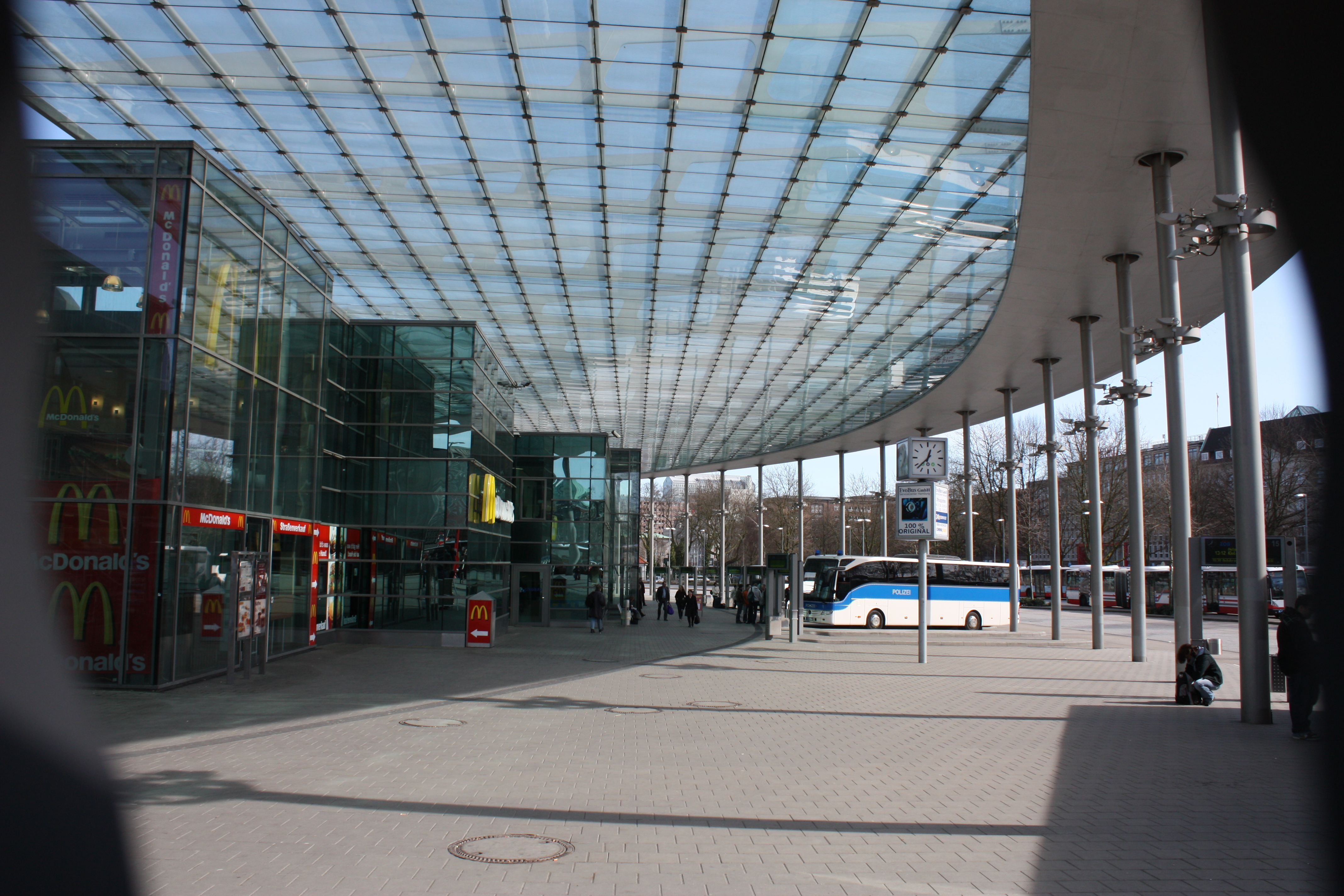
Hamburgs busscentral ZOB
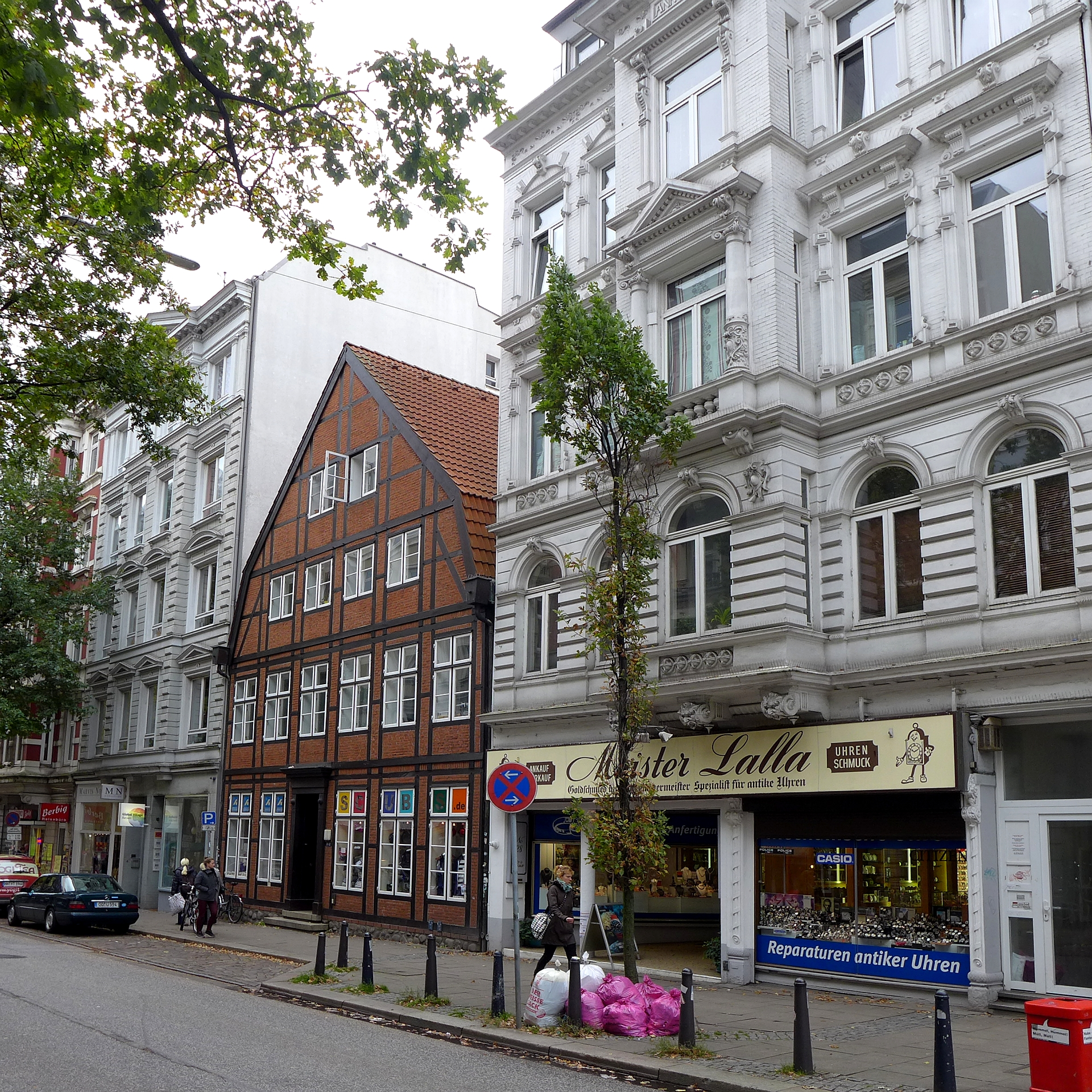
Lange Reihe
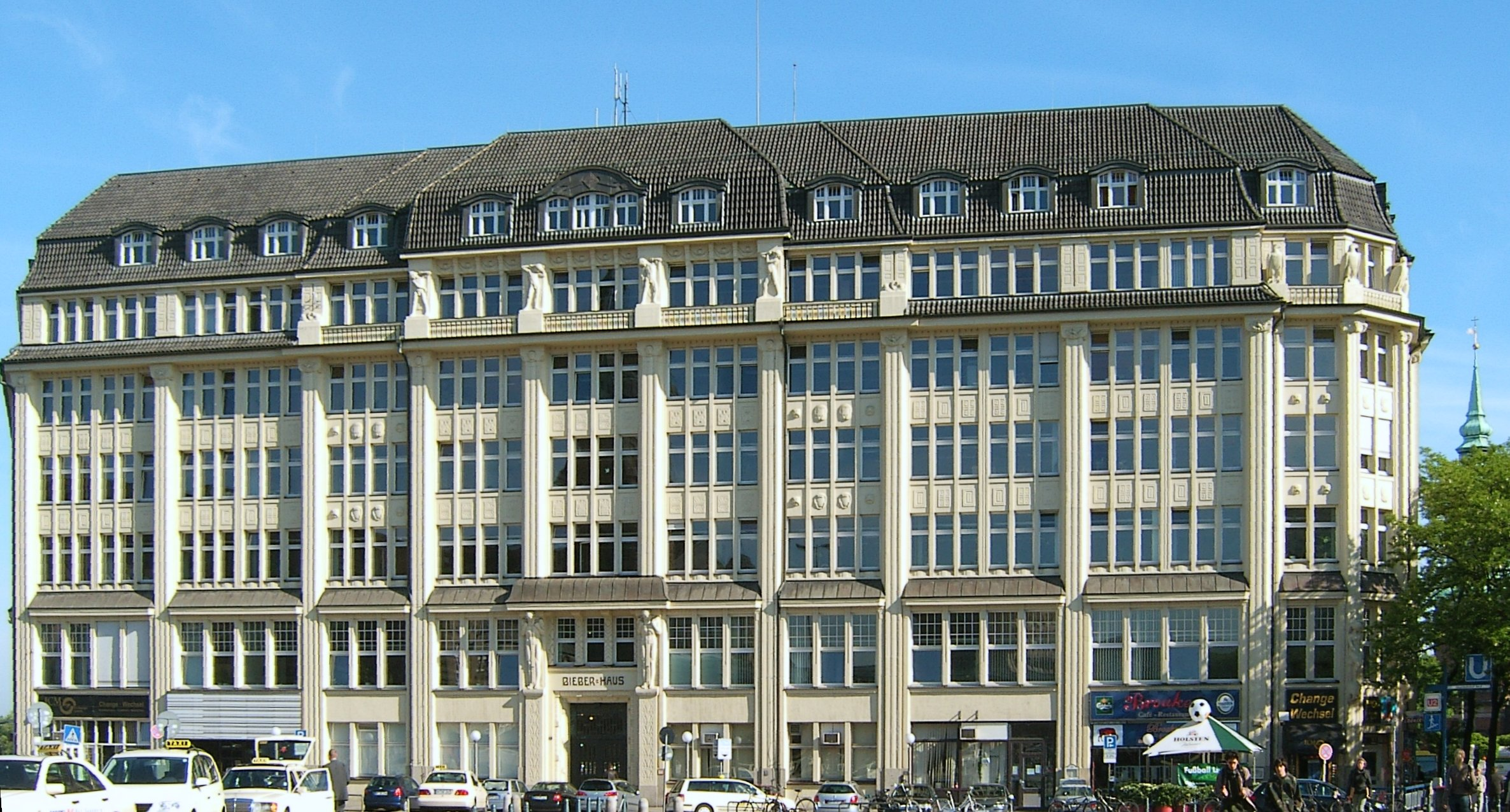
Bieberhaus